# 籠中鳥
《籠中鳥》，為日本兒童玩遊戲會唱的一首童謠。
遊戲時，由一個孩子負責當「鬼」，蒙著眼睛蹲在孩子群中，其他孩子圍成圓圈，邊轉圈邊唱著這首童謠。當童謠唱完時，如果能猜出面對著他正背後的是誰，被猜中的人便要接替「鬼」的位置。 

## 歌詞
（籠目 籠目）
-（籠中的鳥兒）
-（什麼時候飛出來）
-（在即將天亮的夜裡）
-（鶴與龜跌倒了）
-（在後面的那個人是誰？）

## 分析
兒童遊戲說（國語字典採用）籠中鳥=「鬼」，的解釋。而「鶴與龜跌倒了」是為了合語感和韻律的曖昧用詞。
遊女說某日（在即將天亮的夜裡）做為男性的對方（鶴與龜跌倒了）、什麼時候從井裡爬出來（什麼時候飛出來）在嘆息的時候顯出已經在下面的對方的臉(在後面的那個人是誰？)忽隱忽現著的，對沒有自由的藝妓（籠中的鳥兒）的悲哀。
豐國廟說德川家康用竹籠編織了豐臣秀吉的棺木。但深怕受到秀吉怨氣影響，於是著名的僧人南光坊天海摧毀豐國廟，從早晨到傍晚不斷的掘土，取出秀吉的棺木並移至大佛殿後方安葬。歌曲就是暗示本事件。
芦名埋金說「鶴與龜」是芦名家的城堡別名，歌曲暗示了金子的埋藏地點。
陰謀說被引申為婦女的子宮，而指的是婦女所懷著的胎兒（亦即是指孕婦）。在古時候一夫多妻的時代，那個孕婦的家由於爭奪繼承，對其中一個人繼承人的機會增加的事不高興地想的她也要。在生產日即將天亮的夜裡，打算下台階的孕婦被誰推落下來而流產了。同時烏龜與白鶴也象徵了長壽，暗示了胎兒無法順利出生成長而死亡。是自問誰殺了孩子的母親的恨。
囚禁說指牢籠，指囚犯，指緣起不好的事。表示逃脫了死刑。=逃過死刑犯的監視或幫助越獄的到底是誰？命運又如何？
關原之戰暗號論是指德川家康、是指家康與明智光秀一同東軍勢於明朝出陣的意味。這是建立於「明智光秀・南光坊天海同一人物説」的前提。
明智光秀・南光坊天海同一人物説南光坊天海的真正身份是明智光秀（與日光東照宮說及關原之戰暗號有所關係）。鶴與龜其實指

## 相關作品

### 音樂
- シンデレラケージ　〜 Kagome-Kagome（灰姑娘的牢籠　〜 Kagome-Kagome）：東方永夜抄 第五面關道BGM前奏。作曲：ZUN（上海愛莉絲幻樂團）。
- 優里 「かごめ」

### 電影
- 要聽神明的話 (電影)

### 密室遊戲
2018年夢遊王國在台北推出了以此內容為主題的實境逃脫遊戲“籠中鳥”

### 书籍
日本文学作品：《夏天，烟火，和我的尸体》